# Мухамедьяново
Мухамедьяново (баш. Мөхәмәтйән) — деревня в Зианчуринском районе Республики Башкортостан Российской Федерации. Входит в состав Абзановского сельсовета.

## География

### Географическое положение
Расстояние до:
- районного центра (Исянгулово): 70 км,
- центра сельсовета (Абзаново): 23 км,
- ближайшей ж/д станции (Саракташ): 63 км.

## Население
| 1939 | 1959 | 1970 | 1979 | 1989 | 2002 | 2009 |
| ---- | ---- | ---- | ---- | ---- | ---- | ---- |
| 286  | ↘231 | ↗243 | ↘178 | ↘107 | ↗157 | ↗168 |
| 2010 |      |      |      |      |      |      |
| ↘146 |      |      |      |      |      |      |

Национальный состав
Согласно переписи 2002 года, преобладающая национальность — башкиры (99 %).